# Phytophthora infestans
O Phytophthora infestans é um oomiceto, um microrganismo semelhante a um fungo que causa a grave doença da batata e do tomate, conhecida como (requeima do tomateiro (português brasileiro) ou míldio do tomateiro (português europeu), requeima da batateira (português brasileiro) ou míldio da batateira (português europeu)) ou praga da batata.
O míldio foi o grande culpado na praga europeia de 1840, e da fome irlandesa da batata. O organismo pode também infetar alguns outros membros da família Solanaceae. Em todo o mundo, a doença causa cerca de 6 bilhões $US de prejuizos em cada ano.

## Etimologia
O nome do género Phytophthora vem do grego φυτό –( phyto ), significando: "planta" — mais o grego φθορά ( phthora ), significando: "decair, arruinar, perecer". O nome da espécie infestans é o particípio presente do verbo latino infestare , significado: "atacar, destruir", de onde vem a palavra "infestar". A descoberta em 1876, e o nome Phytophthora infestans são obra do micologista alemão Heinrich Anton de Bary (1831-1888).

## Biologia

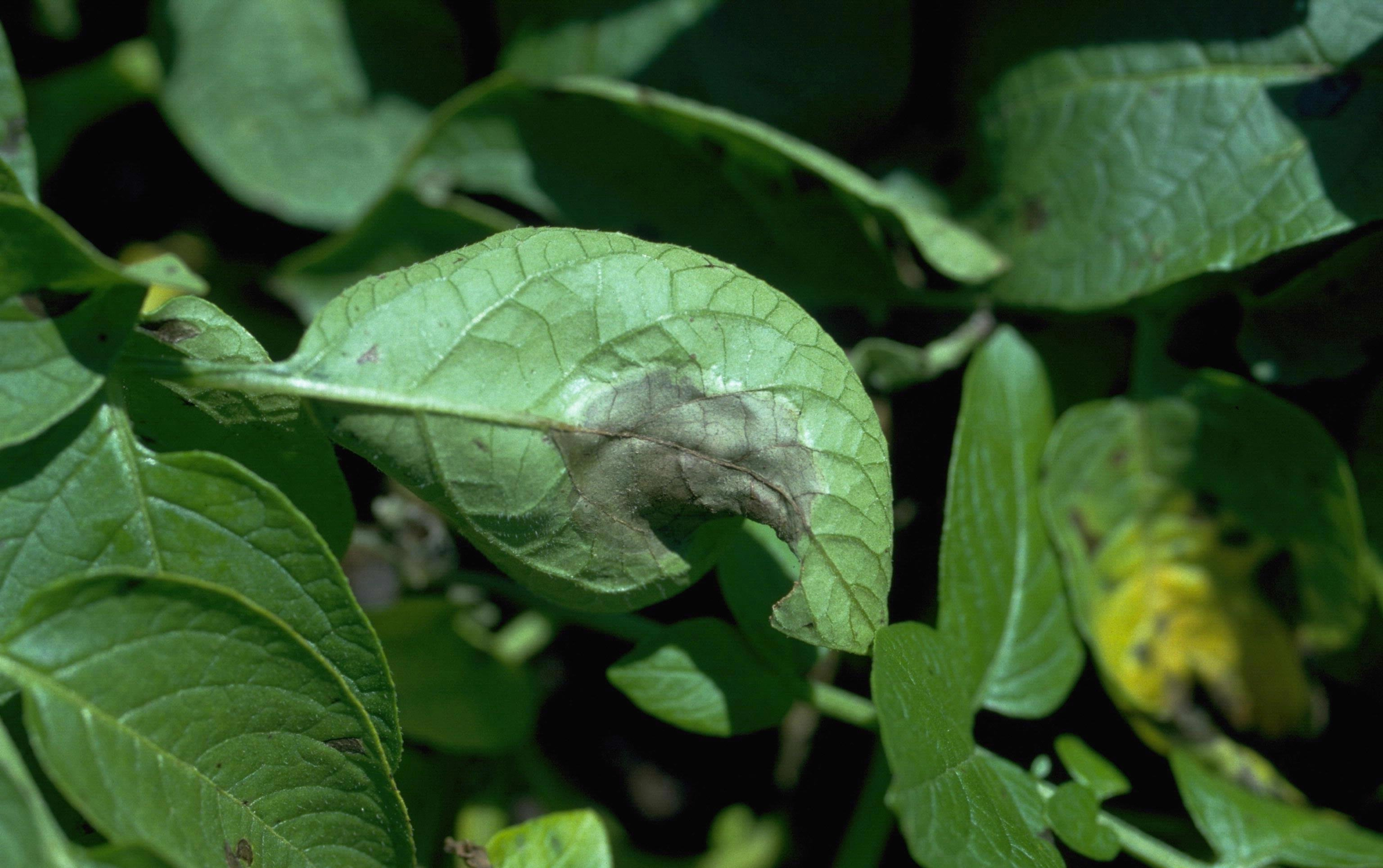
Míldio nas folhas da batateira

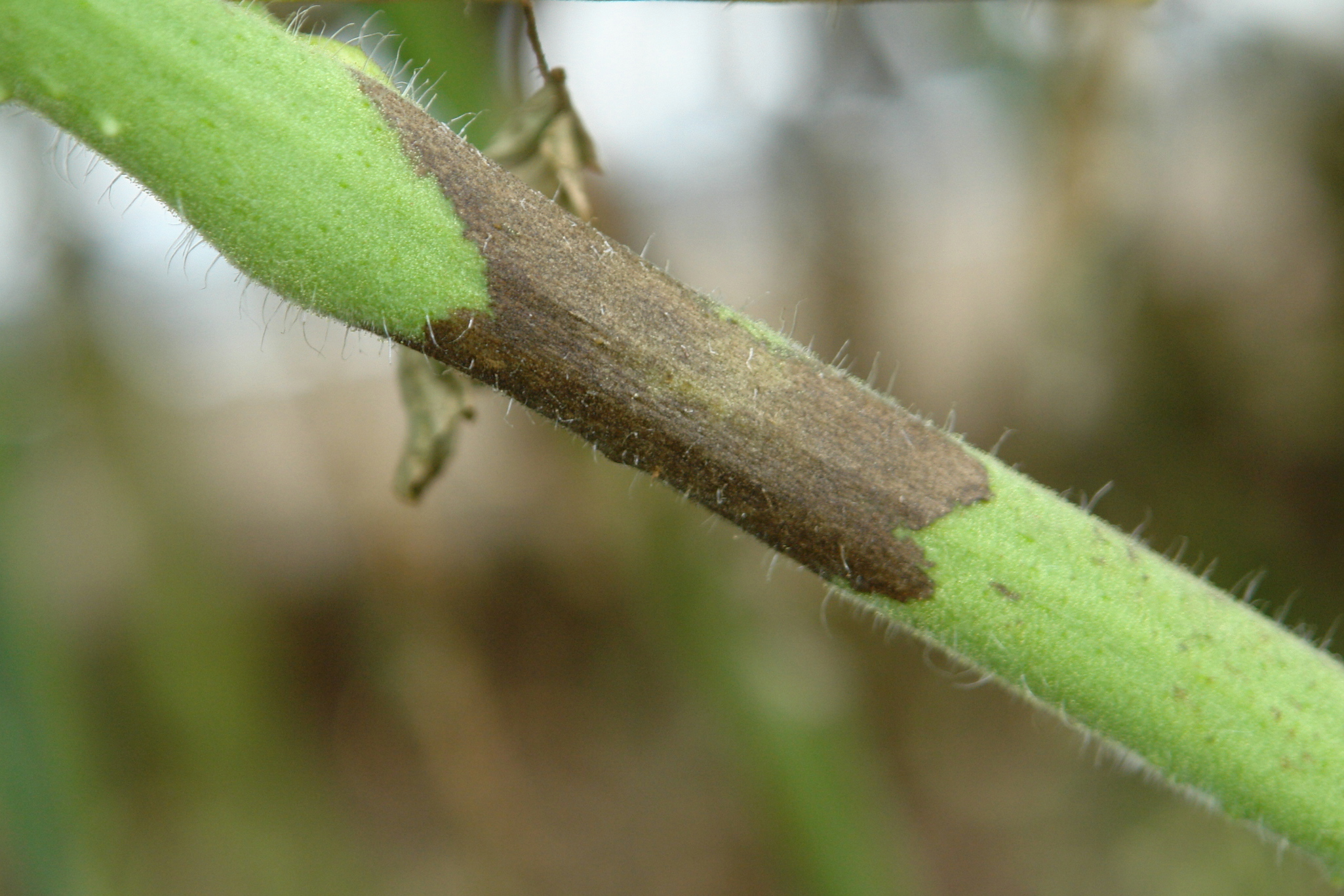
Caule de tomate infetado.

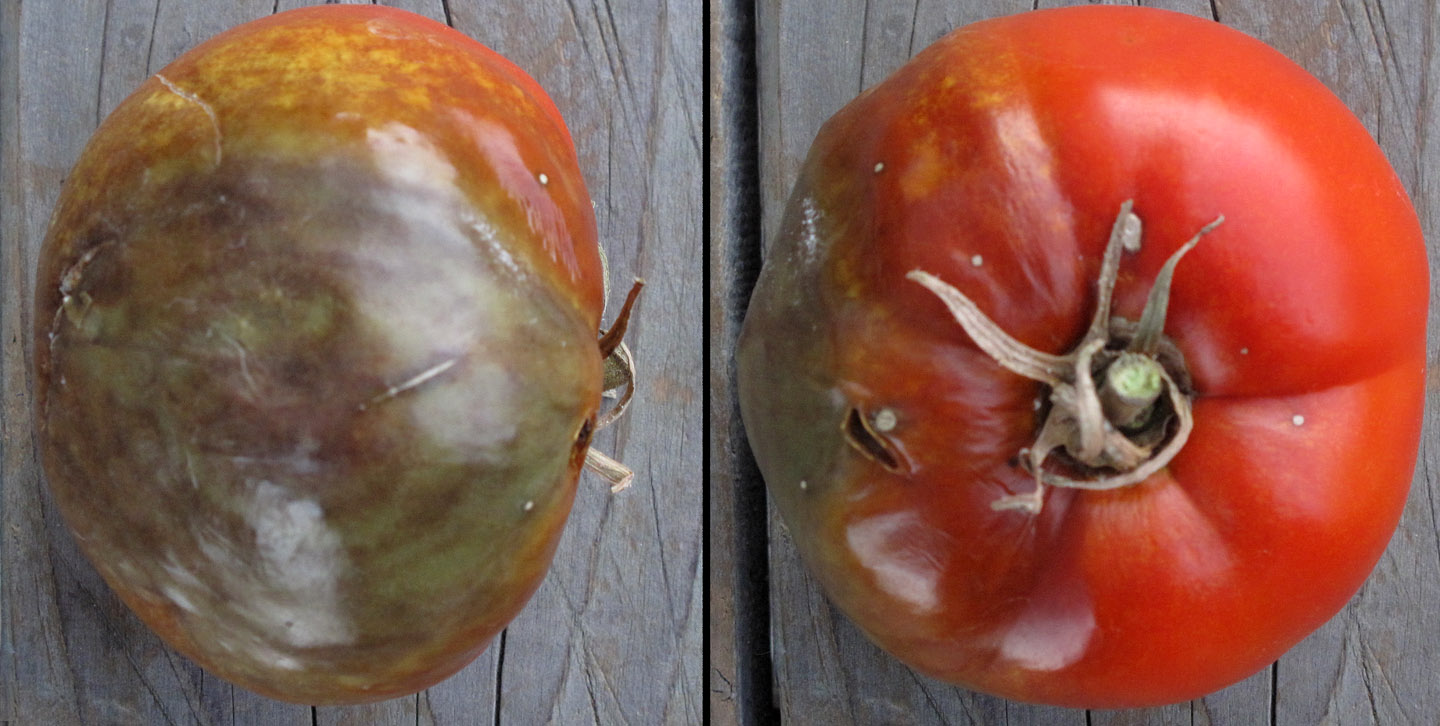
Tomate maduro infetado.

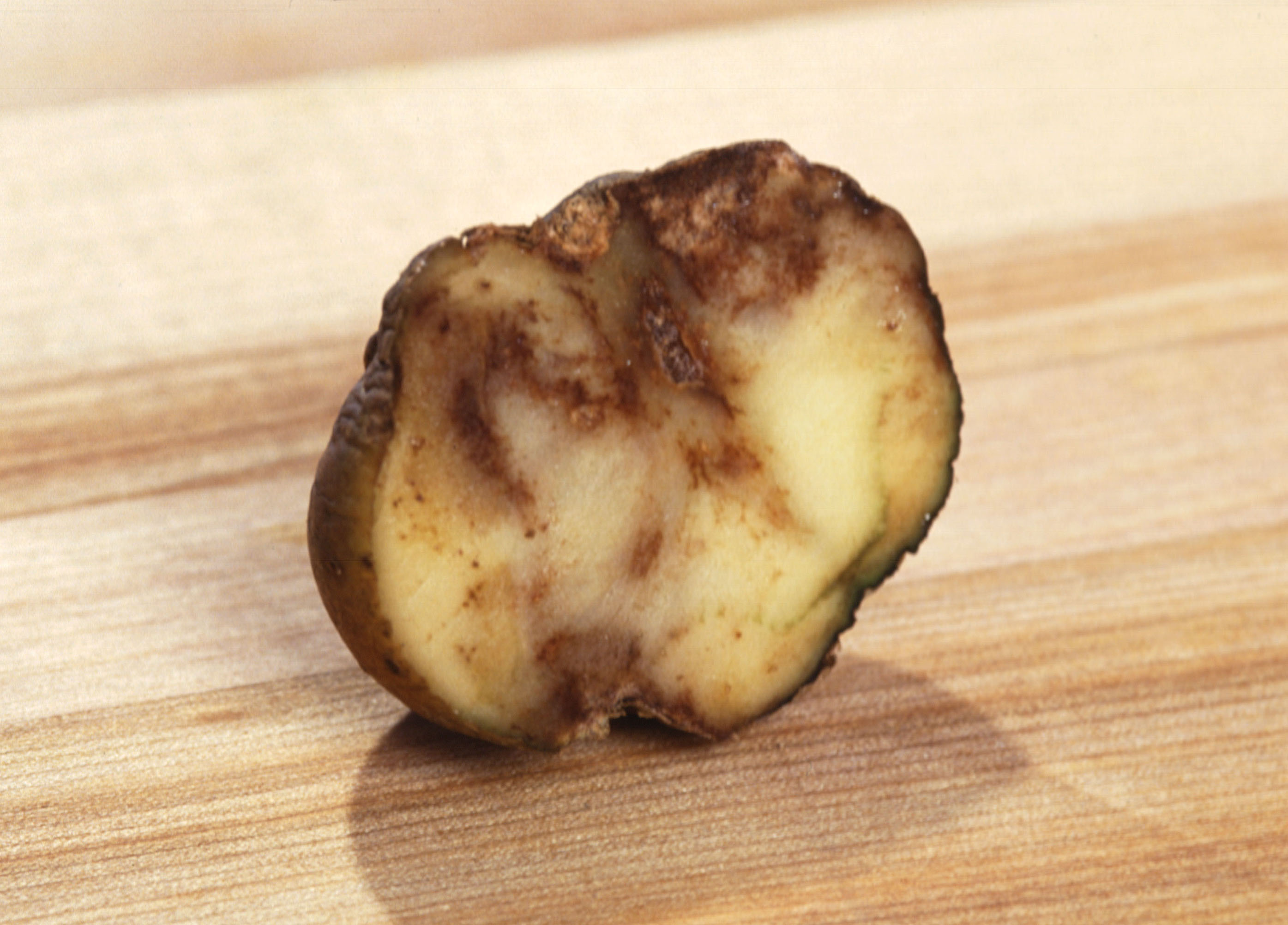
Batata infetada.

Os esporos deste oomiceto hibernam em tubérculos infetados, especialmente aqueles deixados no solo após a colheita do ano anterior, e são rapidamente disseminados em clima quente e húmido. Podem ter efeitos devastadores ao destruir plantações inteiras.
Os esporos se desenvolvem nas folhas, espalhando-se pela cultura quando a temperatura excede 10 °C e 75% de humidade durante pelo menos dois dias. A chuva pode levar os esporos para o solo, onde podem infetar jovens tubérculos. Os esporos também podem ser transportados pelo vento por longas distâncias. Os primeiros sinais da requeima ou do míldio são facilmente ignorados, porque nem todas as plantas são afetadas ao mesmo tempo e porque podem ser facilmente confundidos com outras doenças como o botrytis. 
Os primeiros sintomas do míldio na batateira são:
- Nas folhas, o aparecimento de manchas irregulares amarelas que viram ao preto. Um enfeltrado (bolor ou pó) branco aparece na parte inferior das folhas, as manchas multiplicam-se, as folhas secam e toda a planta pode entrar em colapso rapidamente. A contaminação geralmente começa pelas folhas de baixo mais húmidas e menos arejadas.
- Nos caules, manchas negras que enfraquecem o caule até partir.
- Nas batatas infetadas desenvolvem-se manchas cinzentas ou pretas que se tornam castanhas avermelhadas sob a pele e apodrecem rapidamente em podridão seca, ou em clima húmido, em papas mal cheirosas devido à infeção do micro-organismo associado, saprófita. Tubérculos aparentemente saudáveis podem apodrecer mais tarde no armazenamento.

## Genética
O sequenciamento do genoma de Phytophthora infestans foi concluído em 2009. Este genoma foi considerado consideravelmente maior (240 Mb) do que o de outras espécies de Phytophthora cujo genoma havia sido previamente sequenciado. Phytophthora sojae tem um genoma de 95 Mb e Phytophthora ramorum 65 Mb. Ele também contém uma variedade diferente de transposões e muitas famílias de genes que codificam efetores (proteínas) que estão envolvidos nas propriedades patogênicas do oomiceto. Essas proteínas são divididas em dois grupos principais, dependendo se são produzidas pelo oomiceto no simplasto (dentro das células vegetais) ou no apoplasto (entre as células vegetais). As proteínas formadas no simplasto incluem proteínas RXLR, que contêm uma sequência arginina-X- leucina - arginina (onde X pode ser qualquer sequência de aminoácidos ) no terminal amino da proteína. As proteínas RXLR são proteínas de avirulência, ou seja, podem ser detectadas pela planta e causar uma resposta de hipersensibilidade, matando o oomiceto. Phytophthora infestans contém cerca de 60 % a mais dessas proteínas do que outras espécies de Phytophthora e isso pode permitir que ela supere as defesas do hospedeiro mais rapidamente. Aqueles encontrados no apoplasto incluem enzimas hidrolíticas como proteases, lipases e Beta-glicosidases que degradam tecidos vegetais, inibidores de enzimas para proteção contra enzimas de defesa do hospedeiro e toxinas necrosantes. No geral, o genoma tem um conteúdo repetitivo extremamente alto (cerca de 74%) e uma distribuição genética incomum: algumas áreas contêm muitos genes enquanto outras contêm muito poucos.

## Boas medidas culturais
A doença pode ser evitada:
- Suprimindo a fonte de infeção com tubérculos da semente de boa qualidade e de origem certificada, evitando de usar batatas do ano anterior, que podem atuar como fontes de infeção.[9]
- Não deixar tubérculos no solo dum ano para outro e realizar rotações nas culturas.
- A limpeza do terreno pode reduzir a contaminação, tanto a volta da cultura como no seio dessa, com um bom sacho para favorecer o arejamento da mesma.
- Em zonas sensíveis ou seja húmidas e quentes, favorecer o arejamento das culturas com distâncias mais largas entre linhas.
- O sacho deve ser aproveitado para criar um monte de terra ao pé das batateiras, evitando que o agente patogénico, pela água, atinge o tubérculo.[10]
- A folhagem se ficar muita atingida pode ser cortada alguns dias até semanas em antes da colheita (dependendo das condições climatéricas). A eliminação da folhagem infetada reduz a probabilidade de infeção dos tubérculos.
- A rega por aspersão é pouco recomendada.
- O composto, e o solo podem ser tratados termicamente para matar os oomicetos, como Phytophthora infestans. A temperatura de esterilização recomendada para os oomicetos é 120º C durante 30 minutos.[11][12]

## Tratamentos

### Previsão

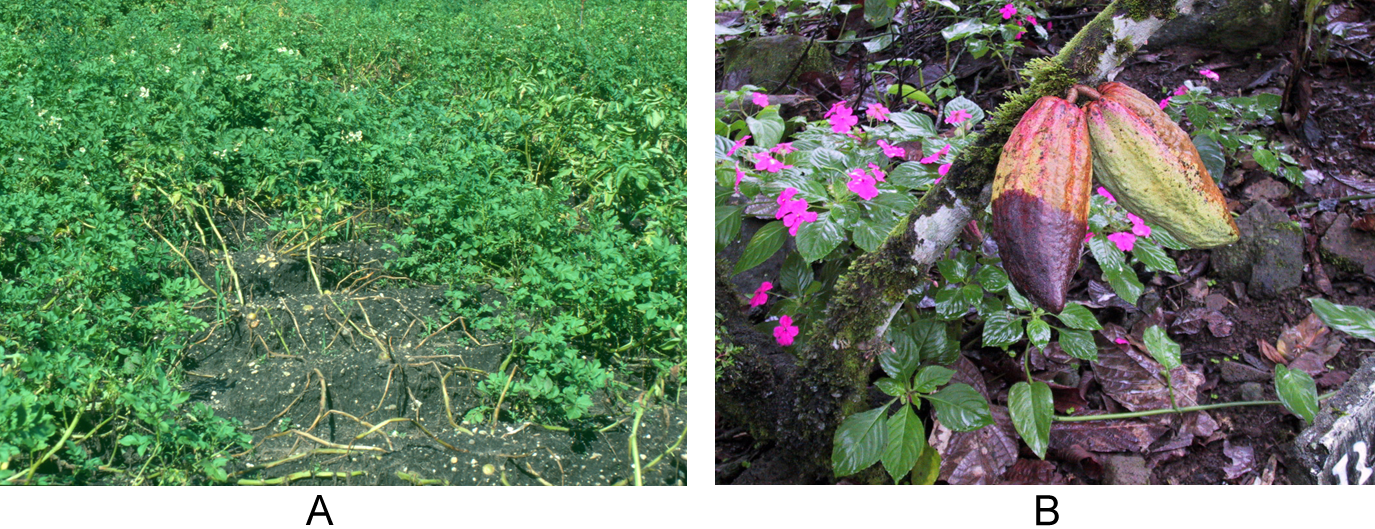
Phytophthora infestans em Batateira e cacau.

Os tratamentos devem ser sempre preventivos, de maneira sistemática ou seja as culturas são sempre protegidas com vários tratamentos sucessivos (em variedades suscetíveis, às vezes, aplicações de fungicidas podem ser necessárias semanalmente). Ou de maneira preditiva com um tratamento só quando for preciso. O tratamento nesse caso é feito em função de parâmetros climatéricos utilizando sistemas de previsão do tempo, como o Blitecast. Assim o tratamento é só feito em função da previsão da doença, tornando-o mais eficaz, mais económico e muito menos poluidor.
As condições adequadas para o tratamento são definidas por dois períodos distintos:
- Um período Beaumont, que é um período de 48 horas consecutivas, em que pelo menos 46 das leituras horárias de         temperatura e humidade em um determinado lugar não foram menos do que 10 °C (50 °F) e 75%, respectivamente.[15][16]
- Um período de Smith são pelo menos dois dias consecutivos em que a temperatura mínima é pelo menos de 10 °C (50 °F)   e a humidade relativa superior a 90%, durante no mínimo um período de 11 horas.

Embora ambos os períodos serem usados pelos produtores, no Reino Unido, O período Smith é o sistema preferido. 
Com base nessas condições e em outros fatores, diversas ferramentas foram desenvolvidas para auxiliar os produtores no manejo da doença e no planejamento de aplicações de fungicidas. Muitas vezes, eles são implantados como parte de sistemas de suporte à decisão acessíveis por meio de sites, telefones inteligentes, ou em alternativa fiar-se aos sistemas de alerta e avisos agrícolas da sua região.

### Fungicidas
Existem muitas opções químicas na agricultura para o controle de danos à folhagem, bem como aos frutos (para tomates) e aos tubérculos das batatas. 
A escolha do fungicida pode depender da natureza das linhagens locais de P. infestans. O Metalaxil é um fungicida que foi comercializado para uso contra P. infestans, mas sofreu sérios problemas de resistência quando usado sozinho. Em algumas regiões do mundo durante as décadas de 1980 e 1990, a maioria das linhagens de P. infestans tornaram-se temporariamente resistente ao metalaxil. Por isso, para reduzir a ocorrência de resistência, é altamente recomendável usar vários fungicidas de forma alternada. Em ultima alternativa se o reconhecimento de campo não foi o adequado, manchas localizadas de plantas doentes devem ser arrancadas e destruídas. 

#### Na produção orgânica
A solução de Sulfato de cobre, a chamada calda bordalesa é usada para combater a praga da batata, pela sua dupla ação como fungicida e repelente do escaravelho da batata. Os pesticidas de cobre permanecem em uso em culturas orgânicas, tanto na forma de hidróxido de cobre como de sulfato de cobre. Em alternativa, dado os perigos da toxicidade do cobre em uso intensivo, (o total de cobre que pode ser aplicado em terras orgânicas é de 6 kg/ha/ano), outras opções de controle orgânico mostraram-se eficazes como óleos hortícolas, ácidos fosforosos, biossurfactantes e ramnolipídeos.

### Armazenamento
Para aumentar a boa conservação de batatas provenientes dum campo onde a requeima ocorreu durante a estação de crescimento, alguns produtos podem ser aplicados imediatamente antes de entrar no armazenamento (por exemplo, Phostrol ).
Porque se os tubérculos infetados chegarem a uma caixa de armazenamento, sem tratamento, há um risco muito alto para a vida útil de toda a caixa. E uma vez no armazenamento, não há muito mais para fazer, além de deitar fora os tubérculos infetados com Phytophthora infestans.

### Variedades de Batatas

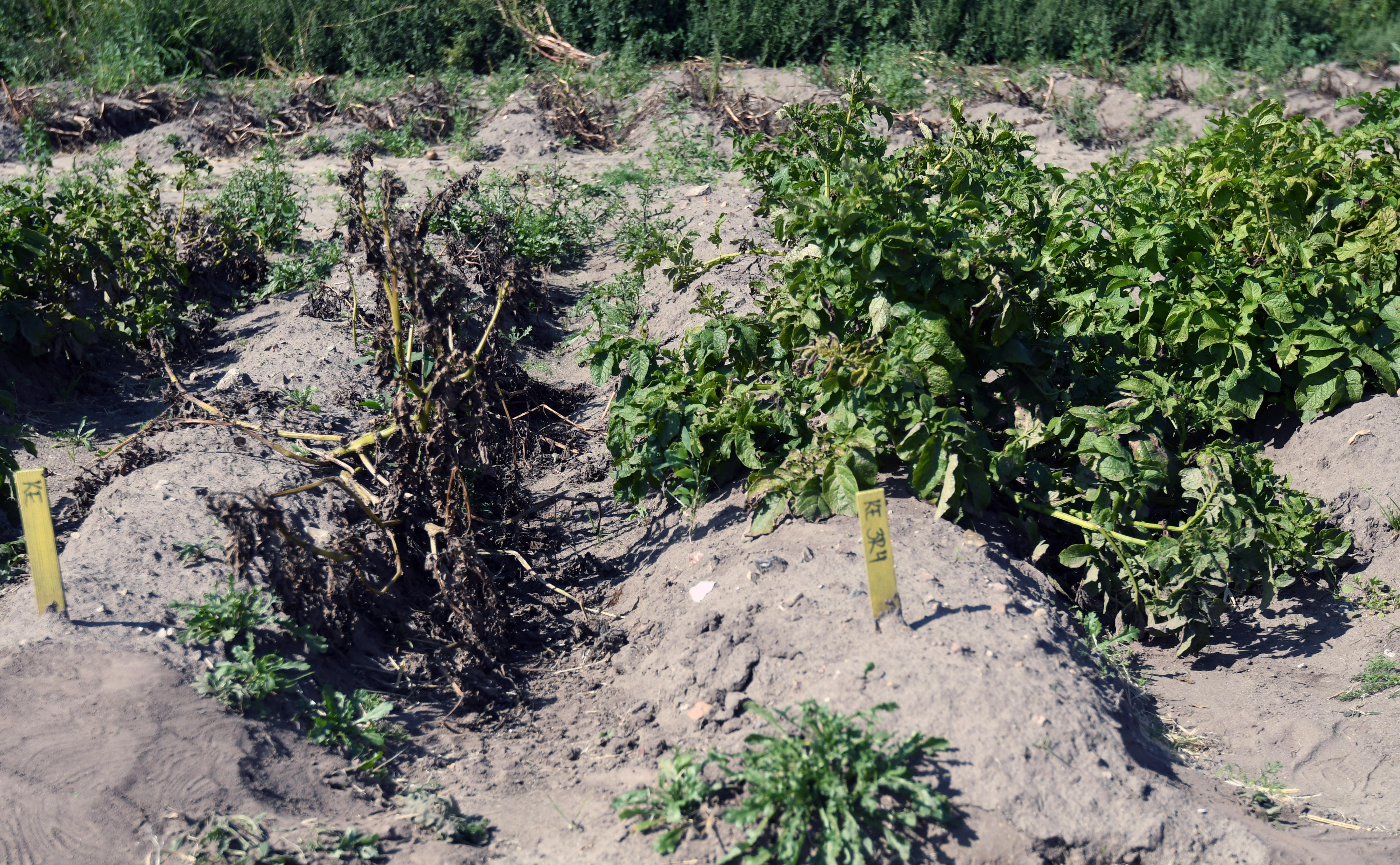
Batata King Edward geneticamente modificada (direita) ao lado de King Edward que não foi geneticamente modificada (esquerda). Campo de pesquisa pertencente à Universidade Sueca de Ciências Agrárias em 2019.

As diferentes variedades de batata variam em sua suscetibilidade ao míldio da batata. A maioria das variedades precoces são muito vulneráveis. As principais variedades que desenvolvem a doença muito lentamente são a Cara, Stirling, Teena, Torridon e Remarka Romano. Algumas das chamadas variedades resistentes podem suportar algumas estirpes de pragas e outras não, pelo que o seu rendimento pode variar dependendo das condições. Essas culturas tendem a ter uma resistência poligénica inerente.

## História

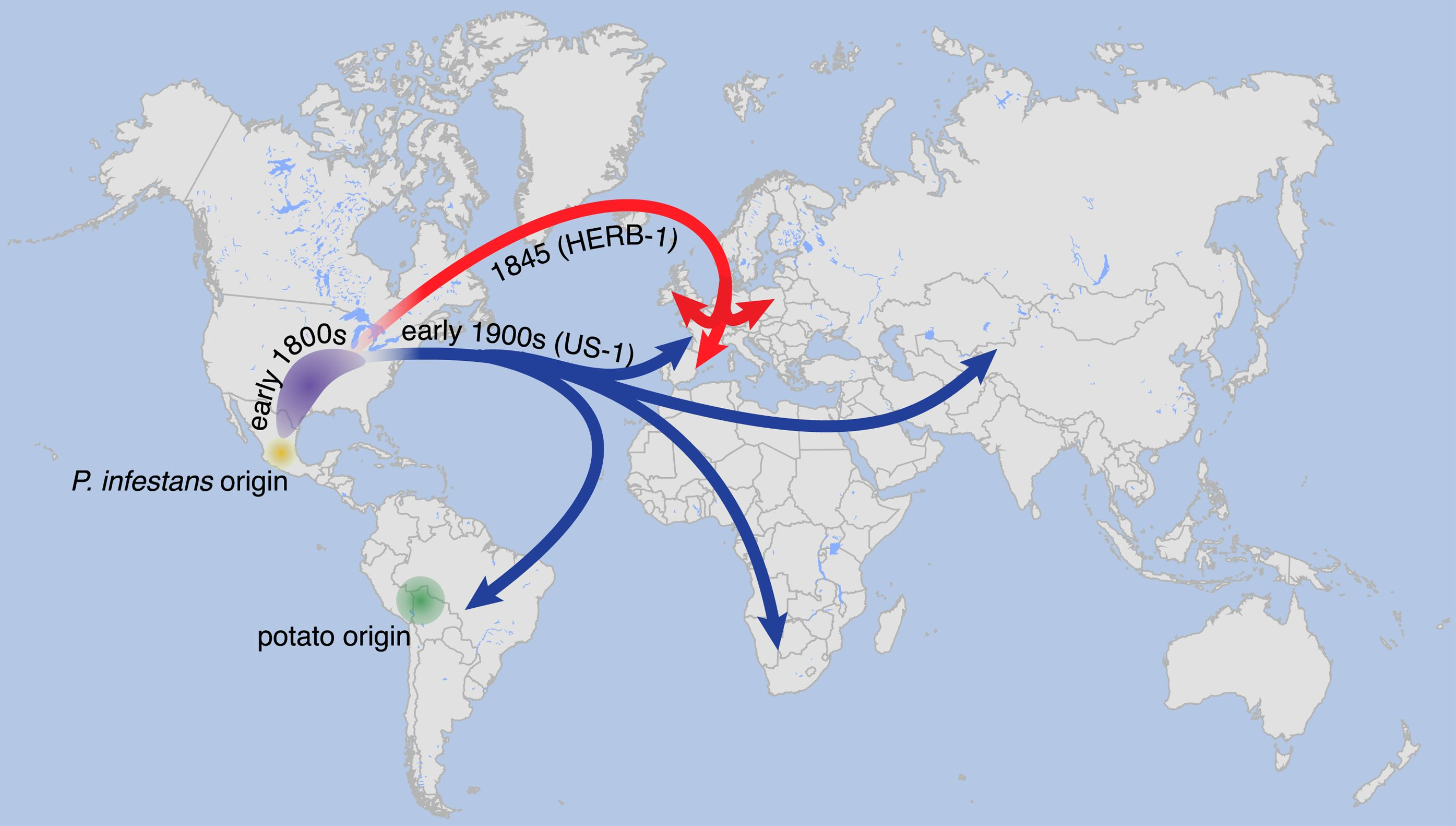
Caminhos sugeridos de migração e diversificação de linhagens de P. infestans HERB-1 e US-1

Enquanto a batata foi introduzida na Europa a partir do altiplano andino no final do século XVI, o míldio era desconhecido na Europa e na América do Norte até meados do século XIX. A distribuição original de Phytophthora infestans é presumivelmente nas terras altas do México central. Outra hipótese é uma origem nas terras altas andinas, onde o míldio da batata provavelmente estava presente antes de chegar à Europa. Os argumentos que militam para uma origem mexicana são a grande diversidade genética das linhagens presentes no México e a existência no México central de resistência em certas plantas do gênero Solanum, em particular as espécies Solanum demissum e Solanum stoloniferum. Estes têm sido usados para introduzir genes de resistência à requeima em batata cultivada.
Seja como for, o míldio da batata, foi observada pela primeira vez nos Estados Unidos, perto da Filadélfia, em 1843, os ventos então espalharam os esporos e, em 1845, foi encontrado de Illinois a Nova Escócia e de Virgínia a Ontário.
Surgiu pouco tempo depois na Europa, na França em 1844, na Bélgica em 1845. O vetor desta migração foi provavelmente tubérculos contaminados. A espécie é geneticamente diversa e altamente adaptável. Contorna as defesas do seu hospedeiro e dos pesticidas sucessivamente inventados ou utilizados, dando origem a possíveis e periódicos ressurgimentos, que os fitopatologistas tentam acompanhar ou antecipar, com o estudo de possíveis novas linhagens mais agressivas. Por meio da Genômica(português Brasileiro) ou genómica(português europeu), tenta-se compreender os fatores de virulência envolvidos.
Assim, observou-se na Inglaterra e no noroeste da Europa o aparecimento na população de P. infestans de uma nova linhagem emergente, invasiva e agressiva chamada "13_A2"; novo genótipo mostrando uma alta taxa de polimorfismo de sequência e um nível notável de variações genéticas após infecção, incluindo genes efetores que se acredita desempenharem um papel importante na patogenicidade do parasita. Esta linha afeta cultivares de batata previamente resistentes.

### Fome na Irlanda
A Grande Fome Irlandesa deve-se principalmente ao primeiro ataque de Phytophthora infestans na Irlanda entre 1845 e 1852, tendo como trágica consequência a morte por fome de um milhão de pessoas e a emigração de outros dois. As políticas do governo inglês agravaram a situação, criando uma fome artificial a partir de 1847. Todos os países produtores de batata na Europa foram afetados, mas a praga da batata atingiu mais a Irlanda que só produzia uma única variedade de batata, a Irish Lumper. A falta de variabilidade genética criou assim uma população hospedeira muito suscetível para o organismo.

## Arma biológica
O míldio da batata foi um dos mais de 17 agentes que os Estados Unidos investigaram como potenciais armas biológicas antes que o programa de armas biológicas fosse suspenso. França, Canadá, Estados Unidos e União Soviética também pesquisaram Phytophthora infestans como arma biológica nas décadas de 1940 e 1950.